# Женщина, идентифицируемая женщиной
«Женщина, идентифицируемая женщиной» (англ. The Woman-Identified Woman) — манифест из десяти параграфов, написанный радикальными феминистками-лесбиянками в 1970 году. Впервые документ был обнародован во время акции группы Лавандовая угроза на Втором конгрессе за объединение женщин 1 мая 1970 года в Нью-Йорке. Это событие стало поворотным моментом в истории радикального феминизма, а манифест одним из основополагающих документов лесбийского феминизма.
Авторами манифеста были Артемис Марч, Лоис Харт, Рита Мэй Браун, Эллен Шумски, Синтия Функ и Барбара Экс-Экс. Документ был отредактирован Артемис Марч. Группа радикальных феминисток-лесбиянок устроила акцию в день открытия сессии конгресса, во время которой они выключили свет, захватили сцену и микрофон и осудили исключение лесбиянок из числа выступающих на конгрессе. Среди присутствующих активистки распространяли копии манифеста «Женщина, идентифицированная женщиной», сделанные ими при помощи ротатора. В документе говорилось, что лесбиянки находятся в авангарде борьбы за права женщин, потому что их отождествление с другими женщинами противоречит традиционным определениям женской идентичности с точки зрения мужчин, рассматривающих женщин, как своих сексуальных партнёров. В манифесте утверждался примат взгляда женщины в отношении женщины.
На следующей конференции Национальной организации женщин в Нью-Йорке в сентябре 1971 года была принята резолюция, признавшая борьбу за права лесбиянок, как «легальную заботу о феминизме».
Манифест критиковал регрессивный характер феминистских движений того времени в США, а именно пренебрежительное отношение к голосам лесбиянок, указывал на важность включения идеалов гомосексуальных женщин в конструкцию феминистских движений. В 1970-х годах, сразу после своего появления, он был признан первым открытым требованием о внесении прав лесбиянок в феминистские политические теории.
Его появление стало переломным моментом в период феминизма второй волны. Основное внимание в документе было уделено гендерному неравенству в законодательстве и культуре. Радикальные феминистки-лесбиянки утверждали, что простая оппозиция патриархату в американском обществе была бы неэффективной и неспособной привести к триумфу феминизма из-за явного господства патриархата.
Одна из центральных проблем, нашедших освещение в манифесте, это неспособность женщин того времени самостоятельно идентифицировать себя; вместо этого им предписывались мужчинами подавляющие их сексистские и гетеронормативные роли. Авторы документа утверждали, что такой взгляд на женщин служил лишь для того, чтобы подавить женщину, «отравляя её существование, удерживая её от себя, своих собственных потребностей и делая её незнакомой для других женщин».
В манифесте отмечалось, что, хотя в американском обществе того времени в области прав женщин произошли положительные изменения, эти изменения были поверхностными, номинальными уступками, предоставленными, чтобы справиться с растущей волной феминизма. Манифест утверждал, что открытые политические действия освобождающие женщин омрачены скрытно репрессивными гражданскими действиями мужчин. В документе ставилась под сомнение обоснованность основных идеалов феминизма и феминистских движений; в нём также прозвучало предупреждение феминисткам об угрозе пассивного женского спора.
Манифест заложил основу для борьбы за права лесбиянок и появления гомосексуальных женщин в политике. Среди феминисток его появление вызвало волновой эффект, приведший к появлению лесбийской литературы наряду с феминистскими сочинениями, которые в дальнейшем сформировали другие радикальные и противоречивые теории.